# وارين مقاطعة واوشارا (ويسكونسن)
وارين، مقاطعة واوشارا (بالإنجليزية: Warren, Waushara County, Wisconsin)‏ هي بلدة تقع بولاية ويسكونسن في الولايات المتحدة. تبلغ مساحتها 84.5 (كم²)، وترتفع عن سطح البحر 238 م، بلغ عدد سكانها 675 نسمة في عام 2000 حسب إحصاء مكتب تعداد الولايات المتحدة وتصل الكثافة السكانية فيها 8 نسمة/كم2.

## وصلات خارجية
- The US50 - Cities and Towns in Wisconsin State
- Wisconsin Cities and Towns, Facts, Map, Flag, Colleges, Government, and More